# 得禄乡
得禄乡，是中华人民共和国云南省曲靖市宣威市下辖的一个乡镇级行政单位。

## 行政区划
得禄乡下辖以下地区：
得禄村、大营村、小营村、河艾村、肥谷村、务乐村、志度村、色空村、迭那村和永乐村。